# Gouden Palm

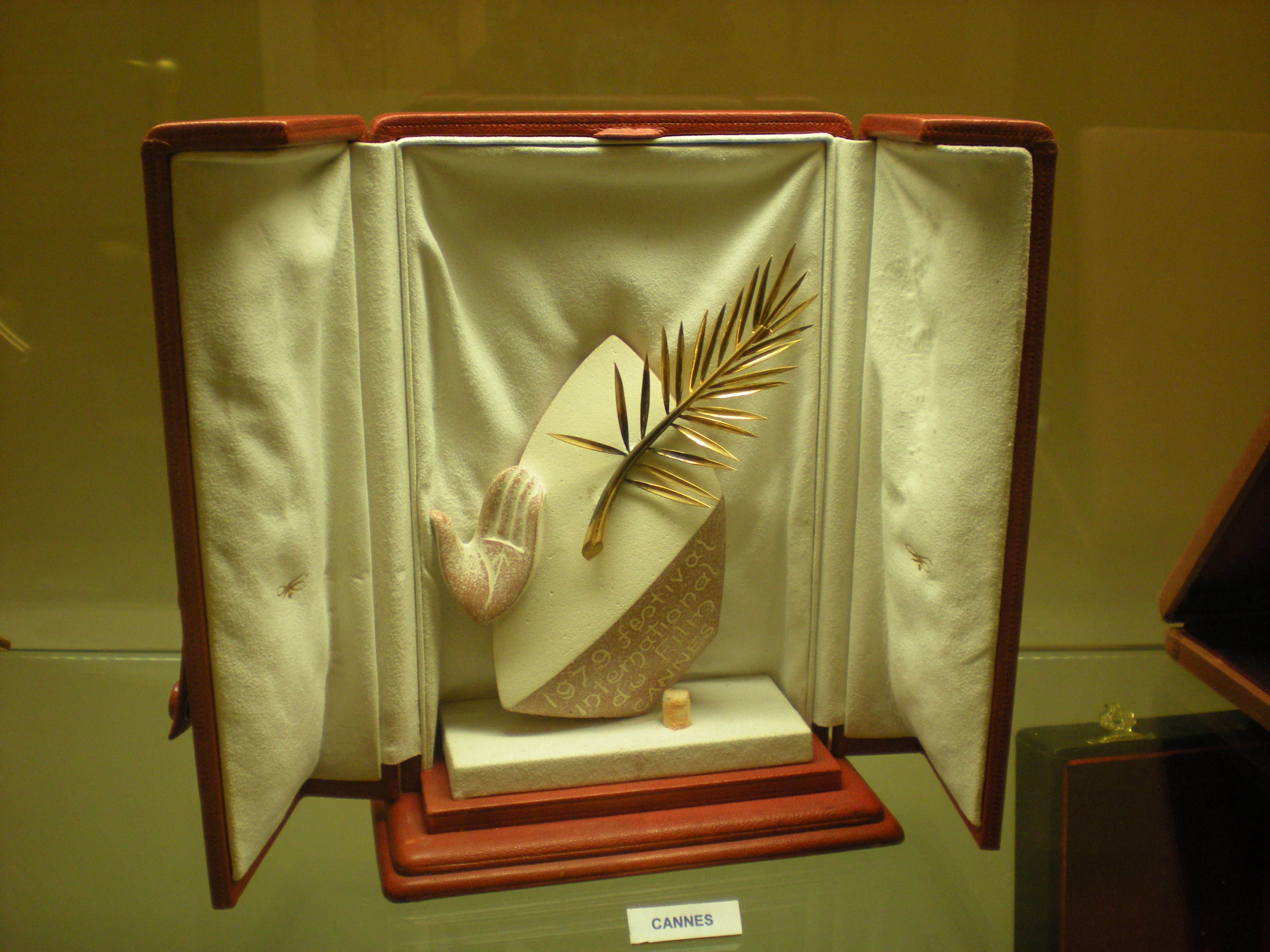
Gouden palm

De Gouden Palm is een filmprijs die op het Filmfestival van Cannes wordt toegekend voor de beste film; deze wordt soms gedeeld door meerdere films in hetzelfde jaar. De prijs werd in 1946 voor het eerst uitgereikt.
Van 1946 tot 1954 en van 1964 tot 1974 werd de prijs niet de Palme d'Or (Gouden Palm) maar de Grand Prix du Festival genoemd. Een gouden palm staat in het wapen van Cannes.

## Lijst van winnaars
| Jaar | Oorspronkelijke titel                                      | Alternatieve titel                   | Regisseur                            | Land                                                 |
| 1946 | Iris och löjtnantsharta                                    |                                      | Alf Sjöberg                          | Zweden                                               |
| 1946 | The Lost Weekend                                           | Het verloren weekend                 | Billy Wilder Ray Milland             | Verenigde Staten                                     |
| 1946 | De røde enge                                               | De rode aarde                        | Bodil Ipsen Lau Jr. Lauritzen        | Denemarken                                           |
| 1946 | नीचा नगर (Neecha nagar)                                      |                                      | Chetan Anand                         | Brits-Indië                                          |
| 1946 | Brief Encounter                                            | Het laatste rendez-vous              | David Lean                           | Verenigd Koninkrijk                                  |
| 1946 | María Candelaria                                           |                                      | Emilio Fernández                     | Mexico                                               |
| 1946 | Великий перелом (Veliki perelom)                           | De grote ommekeer                    | Fridrikh Ermler                      | Sovjet-Unie                                          |
| 1946 | La Symphonie pastorale                                     | Gertrude                             | Jean Delannoy                        | Frankrijk                                            |
| 1946 | Die letzte Chance                                          | De laatste kans                      | Leopold Lindtberg                    | Zwitserland                                          |
| 1946 | Muži bez křídel                                            | Mannen zonder vleugels               | František Čáp                        | Tsjecho-Slowakije                                    |
| 1946 | Roma, città aperta                                         | Rome, open stad                      | Roberto Rossellini                   | Italië                                               |
| 1946 | Kamennyj cvetok                                            |                                      | Aleksandr Ptouchko                   |                                                      |
| 1946 | Make Mine Music                                            |                                      | Bob Cormack                          |                                                      |
| 1946 | La Bataille du rail                                        |                                      | René Clément                         |                                                      |
| 1946 | Chelovek no 217                                            |                                      | Mikhail Romm                         |                                                      |
| 1947 | niet toegekend                                             |                                      |                                      |                                                      |
| 1948 | geen festival gehouden                                     |                                      |                                      |                                                      |
| 1949 | The Third Man                                              | De derde man                         | Carol Reed                           | Verenigd Koninkrijk                                  |
| 1950 | geen festival gehouden                                     |                                      |                                      |                                                      |
| 1951 | Fröken Julie                                               | Freule Julie                         | Alf Sjöberg                          | Zweden                                               |
| 1951 | Miracolo a Milano                                          | Wonder in Milaan                     | Vittorio De Sica                     | Italië                                               |
| 1952 | The Tragedy of Othello: The Moor of Venice                 | Othello                              | Orson Welles                         | Verenigde Staten                                     |
| 1952 | Due soldi di speranza                                      |                                      | Renato Castellani                    | Italië                                               |
| 1953 | Le Salaire de la peur                                      | Het loon van de angst                | Henri-Georges Clouzot                | Frankrijk                                            |
| 1954 | 地獄門 (Jigokumon)                                         | De poort van de hel                  | Teinosuke Kinugasa                   | Japan                                                |
| 1955 | Marty                                                      |                                      | Delbert Mann                         | Verenigde Staten                                     |
| 1956 | Le Monde du silence                                        | De wereld der stilte                 | Jacques-Yves Cousteau Louis Malle    | Frankrijk                                            |
| 1957 | Friendly Persuasion                                        | De grote verleiding                  | William Wyler                        | Verenigde Staten                                     |
| 1958 | Летят журавли (Letjat zjoeravli)                           | Als de kraanvogels overvliegen       | Michail Kalatozov                    | Sovjet-Unie                                          |
| 1959 | Orfeu Negro                                                | De zwarte Orpheus                    | Marcel Camus                         | Frankrijk                                            |
| 1960 | La dolce vita                                              | Het zoete leven                      | Federico Fellini                     | Italië                                               |
| 1961 | Une aussi longue absence                                   |                                      | Henri Colpi                          | Frankrijk                                            |
| 1961 | Viridiana                                                  |                                      | Luis Buñuel                          | Mexico                                               |
| 1962 | O Pagador de Promessas                                     | Het gegeven woord                    | Anselmo Duarte                       | Brazilië                                             |
| 1963 | Il gattopardo                                              | De tijgerkat                         | Luchino Visconti                     | Italië                                               |
| 1964 | Les Parapluies de Cherbourg                                | De paraplu's van Cherbourg           | Jacques Demy                         | Frankrijk                                            |
| 1965 | The Knack ...and How to Get It                             |                                      | Richard Lester                       | Verenigd Koninkrijk                                  |
| 1966 | Un homme et une femme                                      |                                      | Claude Lelouch                       | Frankrijk                                            |
| 1966 | Signore e signori                                          |                                      | Pietro Germi                         | Italië                                               |
| 1967 | Blowup                                                     |                                      | Michelangelo Antonioni               | Italië                                               |
| 1968 | Afgelast wegens mei-oproer in Parijs                       | Afgelast wegens mei-oproer in Parijs | Afgelast wegens mei-oproer in Parijs | Afgelast wegens mei-oproer in Parijs                 |
| 1969 | if....                                                     |                                      | Lindsay Anderson                     | Verenigd Koninkrijk                                  |
| 1970 | M*A*S*H                                                    |                                      | Robert Altman                        | Verenigde Staten                                     |
| 1971 | The Go-Between                                             | De boodschapper                      | Joseph Losey                         | Verenigd Koninkrijk                                  |
| 1972 | La classe operaia va in paradiso                           | Arbeiders gaan naar het paradijs     | Elio Petri                           | Italië                                               |
| 1972 | Il caso Mattei                                             | De zaak Mattei                       | Francesco Rosi                       | Italië                                               |
| 1973 | The Hireling                                               | De huurling                          | Alan Bridges                         | Verenigd Koninkrijk                                  |
| 1973 | Scarecrow                                                  | De vogelverschrikker                 | Jerry Schatzberg                     | Verenigde Staten                                     |
| 1974 | The Conversation                                           |                                      | Francis Ford Coppola                 | Verenigde Staten                                     |
| 1975 | Chronique des années de braise                             |                                      | Mohammed Lakhdar-Hamina              | Algerije                                             |
| 1976 | Taxi Driver                                                |                                      | Martin Scorsese                      | Verenigde Staten                                     |
| 1977 | Padre padrone                                              |                                      | Paolo Taviani Vittorio Taviani       | Italië                                               |
| 1978 | L'albero degli zoccoli                                     | De klompenboom                       | Ermanno Olmi                         | Italië                                               |
| 1979 | Apocalypse Now                                             |                                      | Francis Ford Coppola                 | Verenigde Staten                                     |
| 1979 | Die Blechtrommel                                           | De blikken trommel                   | Volker Schlöndorff                   | West-Duitsland                                       |
| 1980 | All That Jazz                                              |                                      | Bob Fosse                            | Verenigde Staten                                     |
| 1980 | 影武者 (Kagemusha)                                         | De schaduw van een krijgsman         | Akira Kurosawa                       | Japan                                                |
| 1981 | Człowiek z żelaza                                          | De man van ijzer                     | Andrzej Wajda                        | Polen                                                |
| 1982 | Missing                                                    |                                      | Costa-Gavras                         | Verenigde Staten                                     |
| 1982 | Yol                                                        |                                      | Yılmaz Güney Şerif Gören             | Turkije                                              |
| 1983 | 楢山節考 (Narayama bushiko)                                | De ballade van Narayama              | Shohei Imamura                       | Japan                                                |
| 1984 | Paris, Texas                                               |                                      | Wim Wenders                          | West-Duitsland                                       |
| 1985 | Otac na službenom putu                                     | Toen papa op zakenreis was           | Emir Kusturica                       | Joegoslavië                                          |
| 1986 | The Mission                                                |                                      | Roland Joffé                         | Verenigd Koninkrijk                                  |
| 1987 | Sous le soleil de Satan                                    |                                      | Maurice Pialat                       | Frankrijk                                            |
| 1988 | Pelle erobreren                                            | Pelle de Veroveraar                  | Bille August                         | Denemarken                                           |
| 1989 | Sex, Lies, and Videotape                                   |                                      | Steven Soderbergh                    | Verenigde Staten                                     |
| 1990 | Wild at Heart                                              |                                      | David Lynch                          | Verenigde Staten                                     |
| 1991 | Barton Fink                                                |                                      | Joel Coen Ethan Coen                 | Verenigde Staten                                     |
| 1992 | Den goda viljan                                            | De beste bedoelingen                 | Bille August                         | Denemarken                                           |
| 1993 | 霸王別姬 (Ba wang bie ji)                                  | Vaarwel, mijn concubine              | Chen Kaige                           | China                                                |
| 1993 | The Piano                                                  |                                      | Jane Campion                         | Nieuw-Zeeland                                        |
| 1994 | Pulp Fiction                                               |                                      | Quentin Tarantino                    | Verenigde Staten                                     |
| 1995 | Underground                                                |                                      | Emir Kusturica                       | Joegoslavië                                          |
| 1996 | Secrets & Lies                                             |                                      | Mike Leigh                           | Verenigd Koninkrijk                                  |
| 1997 | طعم گيلاس (Ta'm e guilass)                                 | De smaak van een kers                | Abbas Kiarostami                     | Iran                                                 |
| 1997 | うなぎ (Unagi)                                             | De aal                               | Shohei Imamura                       | Japan                                                |
| 1998 | Μια αιωνιότητα και μια μέρα (Mia aioniotita kai mia mera)  | De eeuwigheid en een dag             | Theo Angelopoulos                    | Griekenland                                          |
| 1999 | Rosetta                                                    |                                      | Luc Dardenne Jean-Pierre Dardenne    | België                                               |
| 2000 | Dancer in the Dark                                         |                                      | Lars von Trier                       | Denemarken                                           |
| 2001 | La stanza del figlio                                       |                                      | Nanni Moretti                        | Italië                                               |
| 2002 | The Pianist                                                |                                      | Roman Polański                       | Frankrijk                                            |
| 2003 | Elephant                                                   |                                      | Gus Van Sant                         | Verenigde Staten                                     |
| 2004 | Fahrenheit 9/11                                            |                                      | Michael Moore                        | Verenigde Staten                                     |
| 2005 | L'Enfant                                                   |                                      | Luc Dardenne Jean-Pierre Dardenne    | België                                               |
| 2006 | The Wind That Shakes the Barley                            |                                      | Ken Loach                            | Verenigd Koninkrijk                                  |
| 2007 | 4 luni, 3 săptămâni şi 2 zile                              | 4 maanden, 3 weken en 2 dagen        | Cristian Mungiu                      | Roemenië                                             |
| 2008 | Entre les murs                                             |                                      | Laurent Cantet                       | Frankrijk                                            |
| 2009 | Das weiße Band                                             |                                      | Michael Haneke                       | Oostenrijk                                           |
| 2010 | ลุงบุญมีระลึกชาติ (Uncle Boonmee Who Can Recall His Past Lives) |                                      | Apichatpong Weerasethakul            | Thailand                                             |
| 2011 | The Tree of Life                                           |                                      | Terrence Malick                      | Verenigde Staten                                     |
| 2012 | Amour                                                      |                                      | Michael Haneke                       | Oostenrijk                                           |
| 2013 | La vie d'Adèle                                             |                                      | Abdellatif Kechiche                  | Tunesië/ Frankrijk                                   |
| 2014 | Kış uykusu                                                 | Winter Sleep                         | Nuri Bilge Ceylan                    | Turkije                                              |
| 2015 | Dheepan                                                    |                                      | Jacques Audiard                      | Frankrijk                                            |
| 2016 | I, Daniel Blake                                            |                                      | Ken Loach                            | Verenigd Koninkrijk                                  |
| 2017 | The Square                                                 |                                      | Ruben Östlund                        | Zweden                                               |
| 2018 | 万引き家族 (Manbiki kazoku)                                | Shoplifters                          | Hirokazu Kore-Eda                    | Japan                                                |
| 2019 | 기생충 (Gisaengchung)                                      | Parasite                             | Bong Joon-ho                         | Zuid-Korea                                           |
| 2020 | Geen competitie                                            | Geen competitie                      | Geen competitie                      | Geen competitie                                      |
| 2021 | Titane                                                     |                                      | Julia Ducournau                      | Frankrijk                                            |
| 2022 | Triangle of Sadness                                        |                                      | Ruben Östlund                        | Zweden - Verenigd Koninkrijk - Frankrijk - Duitsland |
| 2023 | Anatomie d'une chute                                       | Anatomy of a Fall                    | Justine Triet                        | Frankrijk                                            |
| 2024 | Anora                                                      |                                      | Sean Baker                           | Verenigde Staten                                     |
| 2025 | Un simple accident                                         |                                      | Jafar Panahi                         | Iran                                                 |